# Powrót do Bataan
Powrót do Bataan – amerykański dramat wojenny z 1945 roku na podstawie opowiadania Williama Gordona i Eneasa MacKenziego.

## Główne role
- John Wayne – Pułkownik Joseph Madden
- Anthony Quinn – Kapitan Andres Bonifatio
- Beulah Bondi – Bertha Barnes
- Fely Franquelli – Dolici Dalgado
- Richard Loo – Major Hasko
- Lawrence Tierney – Porucznik Komandor Waite
- Philip Ahn – Pułkownik Coroki